# Dyrekcja krajowa
Dyrekcja krajowa (niem. Landesdirektion) – dawna jednostka administracyjna niemieckiego kraju związkowego Saksonia, dyrekcja powstała 1 sierpnia 2008 roku w wyniku reformy administracyjnej kraju związkowego, zastąpiła ona prezydium rejencyjne. Jednostka została zlikwidowana 1 marca 2012 roku i ponownie ją założono.
Organami administracyjnymi dyrekcji krajowej są okręgi administracyjne (niem. Direktionsbezirke), Saksonia podzielona jest na 3 takie okręgi. Powstały one głównie w granicach wcześniejszych rejencji, które zostały zniesione w 2008 roku. 
Na czele okręgu stoi prezydent okręgu (niem. Präsident der Landesdirektion).

## Podział administracyjny do 2012 roku
- Okręg administracyjny Chemnitz (niem. Direktionsbezirk Chemnitz)
- Okręg administracyjny Drezno (niem. Direktionsbezirk Dresden)
- Okręg administracyjny Lipsk (niem. Direktionsbezirk Leipzig)